# Шахта «Тернівська» (Кривбас)
Шахта «Тернівська»  (до 2016 шахта ім. Леніна) — залізорудна шахта в м Кривий Ріг, Дніпропетровська область, Україна. Входила до складу рудоуправління ім. Леніна виробничого об'єднання «Кривбасруда», на середину 2010-х — у складі ВАТ «Криворізький залізорудний комбінат» (КЗРК).
Проектна потужність шахти 2000 тис. тонн багатої руди. Очисні роботи ведуться на горизонті 1200 м і вище.
Середній вміст заліза в рудниковому масиві на робочих горизонтах становить 55,77 %.
В 1997 році видобуто 1,7 млн тонн руди з вмістом заліза 53,89 %.
Шахта здана в експлуатацію в 1963 році. Входила до складу рудоуправління імені Орджонікідзе, яке в 1969 році було перейменовано в рудоуправління імені Леніна, а 1 жовтня 1989 було ліквідовано.
У шахтному полі переважають поклади стовпоподібної форми. Їх довжина змінюється в межах 50-300 м, кут падіння 54-600, а горизонтальна потужність 10-30 м. Міцність руд становить 50-70 МПа. Породи висячого боку представлені стійкими мартитовими кварцитами міцністю 160—180 МПа. Лежачий бік складний комбінованими кварцитами міцністю 120—140 і 160—200 МПа і прошарками сланців.
Родовище розкрите чотирма стволами: двома вентиляційними, одним рудопідйомним і одним допоміжним. Ствол шахти «Тернівська» пройдено на глибину 1441 м. Очисні роботи ведуться на горизонтах 1200 і 1275 м, а гірничо-капітальні — на 1425 і 1500 м. Відпрацювання 85 % запасів руди шахтою проводиться камерними системами розробки і 15 % системами з обваленням руди і порід що налягають. Висота поверху, що відпрацьовується дорівнює 75 м. На шахті розвідано запасів до глибини 1955 м — 149 млн 860 тис. т. з вмістом заліза 57,40 %.
У 2010 році трудящі шахтобудівельного управління вперше в Кривбасі при поглибленні ствола шахти «Тернівська» досягли глибини 1605 м.